# Haworthia elizeae
Haworthia elizeae, és una espècie de planta suculenta del gènere Haworthia de la subfamília de les asfodelòidies.

## Descripció
Haworthia elizeae és una petita suculenta que forma grups. Les rosetes són petites, de 2 a 3 cm de diàmetre, amb nombroses fulles, extrems translúcids i marges i quilles dentades. Creix al vessants orientats al sud en afloraments pedregosos.

## Distribució i hàbitat
Aquesta espècie és originària de la província sud-africana del Cap Occidental, concretament només s'ha trobat en la gran muntanya anomenada Bromberg, a l'oest de Swellendam. A la natura, igual que al cultiu, forma grans grups.
En el cultiu creix sense problemes i la propagació es pot fer per fillols.

## Taxonomia
Haworthia elizeae va ser descrita per Ingo Breuer i publicada a Avonia 21: 48, a l'any 2003.
Etimologia
Haworthia : nom en honor del botànic britànic Adrian Hardy Haworth (1767-1833).
elizeae: epítet atorgat a l'esposa de J.M. ("Essie") Esterhuizen Elize Esterhuizen.